# Mlăceni, Vâlcea
Mlăceni este un sat în comuna Perișani din județul Vâlcea, Muntenia, România.
Se pare cǎ numele sǎu provine din limba slavǎ și denumește o zonǎ mlaștinoasǎ, cu mocirlǎ, numitǎ „mlacǎ”. Aceastǎ descriere corespunde oarecum cu o zonǎ de la intrarea în sat, iar vatra satului este mǎrginitǎ de douǎ pâraie, a cǎror confluențǎ se face la intrarea în sat. 
Prima atestare este într-un document emis de cǎtre Mihai Viteazul în anul 1596, prin care întǎrește lui Pârvu logofǎt mai multe proprietǎți : „ Dǎ domnia ta aceastǎ poruncǎ a domniei mele slugii domniei mele, Pârvul logofǎt și cu fiii sǎi, câți dumnezeu i-a dǎruit, ca sǎ-i fie ocinǎ în Mlaca Muntelui, partea lui Cârstea și a fraților sǎi Stanciul și Dragomir și Toader, pǎrțile lor toate, pentrucǎ le-a cumpǎrat sluga domniei mele mai sus zisǎ de la acești mai sus ziși oameni, pentru 1000 aspri. Și iar a cumpǎrat sluga domniei mele Pârvul logofǎt o livadǎ în Mlaca Muntelui dela Berivoe din Rǎdǎcinești, pentru 1000 aspri”
[1] Marinoiu, C, (2001), Toponimia Țării Loviștei, Editura Vestala, București, p.123

## Vezi și
- Biserica de lemn din Mlăceni

 Acest articol despre o localitate din județul Vâlcea este deocamdată un ciot. Puteți ajuta Wikipedia prin completarea lui.